# Salvador de Touvedo
Salvador de Touvedo (oficialmente, Touvedo (Salvador)) foi uma freguesia portuguesa do Município de Ponte da Barca, com 2,20 km² de área e 167 habitantes (2011). Densidade: 75,9 hab/km².
Foi extinta (agregada) pela reorganização administrativa de 2012/2013, sendo o seu território integrado na União das Freguesias de Touvedo (São Lourenço e Salvador).

## População
| População da freguesia de Touvedo (Salvador) | População da freguesia de Touvedo (Salvador) | População da freguesia de Touvedo (Salvador) | População da freguesia de Touvedo (Salvador) | População da freguesia de Touvedo (Salvador) | População da freguesia de Touvedo (Salvador) | População da freguesia de Touvedo (Salvador) | População da freguesia de Touvedo (Salvador) | População da freguesia de Touvedo (Salvador) | População da freguesia de Touvedo (Salvador) | População da freguesia de Touvedo (Salvador) | População da freguesia de Touvedo (Salvador) | População da freguesia de Touvedo (Salvador) | População da freguesia de Touvedo (Salvador) | População da freguesia de Touvedo (Salvador) |
| -------------------------------------------- | -------------------------------------------- | -------------------------------------------- | -------------------------------------------- | -------------------------------------------- | -------------------------------------------- | -------------------------------------------- | -------------------------------------------- | -------------------------------------------- | -------------------------------------------- | -------------------------------------------- | -------------------------------------------- | -------------------------------------------- | -------------------------------------------- | -------------------------------------------- |
| 1864                                         | 1878                                         | 1890                                         | 1900                                         | 1911                                         | 1920                                         | 1930                                         | 1940                                         | 1950                                         | 1960                                         | 1970                                         | 1981                                         | 1991                                         | 2001                                         | 2011                                         |
| 211                                          | 259                                          | 292                                          | 253                                          | 247                                          | 203                                          | 212                                          | 249                                          | 315                                          | 289                                          | 237                                          | 211                                          | 188                                          | 173                                          | 167                                          |

| Distribuição da População por Grupos Etários | Distribuição da População por Grupos Etários | Distribuição da População por Grupos Etários | Distribuição da População por Grupos Etários | Distribuição da População por Grupos Etários | Distribuição da População por Grupos Etários | Distribuição da População por Grupos Etários | Distribuição da População por Grupos Etários | Distribuição da População por Grupos Etários | Distribuição da População por Grupos Etários |
| -------------------------------------------- | -------------------------------------------- | -------------------------------------------- | -------------------------------------------- | -------------------------------------------- | -------------------------------------------- | -------------------------------------------- | -------------------------------------------- | -------------------------------------------- | -------------------------------------------- |
| Ano                                          | 0-14 Anos                                    | 15-24 Anos                                   | 25-64 Anos                                   | > 65 Anos                                    |                                              | 0-14 Anos                                    | 15-24 Anos                                   | 25-64 Anos                                   | > 65 Anos                                    |
| 2001                                         | 29                                           | 18                                           | 88                                           | 38                                           |                                              | 16,8%                                        | 10,4%                                        | 50,9%                                        | 22,0%                                        |
| 2011                                         | 18                                           | 20                                           | 77                                           | 52                                           |                                              | 10,8%                                        | 12,0%                                        | 46,1%                                        | 31,1%                                        |